# 보레인
보레인(borane, BH3)은 수소와 붕소가 결합한 화합물로 화학식은 BH3이다. 암모니아 보레인등 여러 배위화합물을 형성한다.

## 같이 보기
- 카보레인
- 보레인류
- 다이보레인